# Panchaia Rupēs
Le Panchaia Rupēs sono una struttura geologica della superficie di Marte.